# 버뮤다 축구 국가대표팀
버뮤다 축구 국가대표팀(영어: Bermuda national football team)은 버뮤다를 대표하는 축구 국가대표팀으로 버뮤다 축구 협회에서 관리히고 있다. 1964년 8월 10일 아이슬란드와의 경기에서 A매치 데뷔전을 치렀고 '곰비 전사들'이라는 별칭으로 알려져 있으며 홈 구장은 버뮤다 국립 경기장이다.

## 국제 대회 경력

### FIFA 월드컵
2026년 FIFA 월드컵 북중미카리브 지역 2차 예선에서 2승 1무 1패로 4전 전승의 온두라스에 이어 A조 2위를 차지하며 버뮤다 축구 역사상 처음으로 월드컵 북중미카리브 지역 3차 예선에 진출하는 기염을 토했다.

### CONCACAF 골드컵
2019년 대회를 통해 사상 첫 메이저 대회 본선에 오른 이후 아이티, 코스타리카, 니카라과 등과 함께 B조에 편성되어 비록 1승 2패·조 3위로 탈락했지만 아이티와 코스타리카를 상대로 대등한 경기를 벌였고 니카라과와의 최종전에서 버뮤다 축구 역사상 메이저 대회 첫 승을 올렸다.

### CONCACAF 네이션스리그

#### 2019-20년 리그 A
2019-20년 CONCACAF 네이션스리그 예선 5위로 리그 A에 편입된 버뮤다는 조 추첨식에서 파나마, 멕시코와 함께 B조에 편성되어 4경기 1승 3패로 파나마와 동률을 이뤘으나 골득실차에서 밀리면서 결국 차기 시즌 리그 B 강등 및 2021년 CONCACAF 골드컵 예선 2라운드 직행을 확정지었다.

#### 2022-23년 리그 B
리그 B로 강등된 이후 첫 시즌인 2022-23 시즌에서는 아이티, 가이아나, 몬트세랫과 함께 B조에 편성되어 6경기 1승 1무 4패·조 3위로 시즌을 마감했다.

#### 2023-24년 리그 B
2023-24 시즌에서는 벨리즈, 프랑스령 기아나, 세인트빈센트 그레나딘과 함께 C조에 편성되어 6경기 2승 2무 2패·조 3위로 네이션스리그 출범 이래 가장 좋은 성적을 거두었다.

## 기타 국제 대회 경력
팬아메리칸 게임에는 5번 출전해서 처음으로 참가한 1967년 대회에서 은메달을 획득했고 아일랜드 게임에는 2번 참가하여 홈에서 열린 2013년 대회에서 금메달을 획득하면서 사상 첫 국제 대회 우승을 맛보았으며 중앙아메리카·카리브 경기 대회에서는 동메달만 2개를 획득했다.

## FIFA 월드컵 (본선)
| 년도   | 결과      | 순위      | 경기      | 승        | 무*       | 패        | 득점      | 실점      | 승점      |
| ------ | --------- | --------- | --------- | --------- | --------- | --------- | --------- | --------- | --------- |
| 1930년 | 비회원국  | 비회원국  | 비회원국  | 비회원국  | 비회원국  | 비회원국  | 비회원국  | 비회원국  | 비회원국  |
| 1934년 | 비회원국  | 비회원국  | 비회원국  | 비회원국  | 비회원국  | 비회원국  | 비회원국  | 비회원국  | 비회원국  |
| 1938년 | 비회원국  | 비회원국  | 비회원국  | 비회원국  | 비회원국  | 비회원국  | 비회원국  | 비회원국  | 비회원국  |
| 1950년 | 비회원국  | 비회원국  | 비회원국  | 비회원국  | 비회원국  | 비회원국  | 비회원국  | 비회원국  | 비회원국  |
| 1954년 | 비회원국  | 비회원국  | 비회원국  | 비회원국  | 비회원국  | 비회원국  | 비회원국  | 비회원국  | 비회원국  |
| 1958년 | 비회원국  | 비회원국  | 비회원국  | 비회원국  | 비회원국  | 비회원국  | 비회원국  | 비회원국  | 비회원국  |
| 1962년 | 비회원국  | 비회원국  | 비회원국  | 비회원국  | 비회원국  | 비회원국  | 비회원국  | 비회원국  | 비회원국  |
| 1966년 | 비회원국  | 비회원국  | 비회원국  | 비회원국  | 비회원국  | 비회원국  | 비회원국  | 비회원국  | 비회원국  |
| 1970년 | 예선 탈락 | 예선 탈락 | 예선 탈락 | 예선 탈락 | 예선 탈락 | 예선 탈락 | 예선 탈락 | 예선 탈락 | 예선 탈락 |
| 1974년 | 불참      | 불참      | 불참      | 불참      | 불참      | 불참      | 불참      | 불참      | 불참      |
| 1978년 | 불참      | 불참      | 불참      | 불참      | 불참      | 불참      | 불참      | 불참      | 불참      |
| 1982년 | 불참      | 불참      | 불참      | 불참      | 불참      | 불참      | 불참      | 불참      | 불참      |
| 1986년 | 불참      | 불참      | 불참      | 불참      | 불참      | 불참      | 불참      | 불참      | 불참      |
| 1990년 | 불참      | 불참      | 불참      | 불참      | 불참      | 불참      | 불참      | 불참      | 불참      |
| 1994년 | 예선 탈락 | 예선 탈락 | 예선 탈락 | 예선 탈락 | 예선 탈락 | 예선 탈락 | 예선 탈락 | 예선 탈락 | 예선 탈락 |
| 1998년 | 기권      | 기권      | 기권      | 기권      | 기권      | 기권      | 기권      | 기권      | 기권      |
| 2002년 | 예선 탈락 | 예선 탈락 | 예선 탈락 | 예선 탈락 | 예선 탈락 | 예선 탈락 | 예선 탈락 | 예선 탈락 | 예선 탈락 |
| 2006년 | 예선 탈락 | 예선 탈락 | 예선 탈락 | 예선 탈락 | 예선 탈락 | 예선 탈락 | 예선 탈락 | 예선 탈락 | 예선 탈락 |
| 2010년 | 예선 탈락 | 예선 탈락 | 예선 탈락 | 예선 탈락 | 예선 탈락 | 예선 탈락 | 예선 탈락 | 예선 탈락 | 예선 탈락 |
| 2014년 | 예선 탈락 | 예선 탈락 | 예선 탈락 | 예선 탈락 | 예선 탈락 | 예선 탈락 | 예선 탈락 | 예선 탈락 | 예선 탈락 |
| 2018년 | 예선 탈락 | 예선 탈락 | 예선 탈락 | 예선 탈락 | 예선 탈락 | 예선 탈락 | 예선 탈락 | 예선 탈락 | 예선 탈락 |
| 합계   |           |           |           |           |           |           |           |           |           |

## FIFA 월드컵 (예선)
| 년도   | 경기                                        | 승                                          | 무*                                         | 패                                          | 득점                                        | 실점                                        | 승점                                        |
| ------ | ------------------------------------------- | ------------------------------------------- | ------------------------------------------- | ------------------------------------------- | ------------------------------------------- | ------------------------------------------- | ------------------------------------------- |
| 1930년 | 비회원국                                    | 비회원국                                    | 비회원국                                    | 비회원국                                    | 비회원국                                    | 비회원국                                    | 비회원국                                    |
| 1934년 | 비회원국                                    | 비회원국                                    | 비회원국                                    | 비회원국                                    | 비회원국                                    | 비회원국                                    | 비회원국                                    |
| 1938년 | 비회원국                                    | 비회원국                                    | 비회원국                                    | 비회원국                                    | 비회원국                                    | 비회원국                                    | 비회원국                                    |
| 1950년 | 비회원국                                    | 비회원국                                    | 비회원국                                    | 비회원국                                    | 비회원국                                    | 비회원국                                    | 비회원국                                    |
| 1954년 | 비회원국                                    | 비회원국                                    | 비회원국                                    | 비회원국                                    | 비회원국                                    | 비회원국                                    | 비회원국                                    |
| 1958년 | 비회원국                                    | 비회원국                                    | 비회원국                                    | 비회원국                                    | 비회원국                                    | 비회원국                                    | 비회원국                                    |
| 1962년 | 비회원국                                    | 비회원국                                    | 비회원국                                    | 비회원국                                    | 비회원국                                    | 비회원국                                    | 비회원국                                    |
| 1966년 | 비회원국                                    | 비회원국                                    | 비회원국                                    | 비회원국                                    | 비회원국                                    | 비회원국                                    | 비회원국                                    |
| 1970년 | 4                                           | 0                                           | 1                                           | 3                                           | 2                                           | 12                                          | 1                                           |
| 1974년 | 불참                                        | 불참                                        | 불참                                        | 불참                                        | 불참                                        | 불참                                        | 불참                                        |
| 1978년 | 불참                                        | 불참                                        | 불참                                        | 불참                                        | 불참                                        | 불참                                        | 불참                                        |
| 1982년 | 불참                                        | 불참                                        | 불참                                        | 불참                                        | 불참                                        | 불참                                        | 불참                                        |
| 1986년 | 불참                                        | 불참                                        | 불참                                        | 불참                                        | 불참                                        | 불참                                        | 불참                                        |
| 1990년 | 불참                                        | 불참                                        | 불참                                        | 불참                                        | 불참                                        | 불참                                        | 불참                                        |
| 1994년 | 10                                          | 4                                           | 2                                           | 4                                           | 14                                          | 15                                          | 14                                          |
| 1998년 | 기권                                        | 기권                                        | 기권                                        | 기권                                        | 기권                                        | 기권                                        | 기권                                        |
| 2002년 | 4                                           | 2                                           | 2                                           | 0                                           | 15                                          | 2                                           | 8                                           |
| 2006년 | 4                                           | 2                                           | 1                                           | 1                                           | 23                                          | 4                                           | 7                                           |
| 2010년 | 4                                           | 2                                           | 1                                           | 1                                           | 6                                           | 5                                           | 7                                           |
| 2014년 | 6                                           | 3                                           | 1                                           | 2                                           | 8                                           | 7                                           | 10                                          |
| 2018년 | 4                                           | 2                                           | 1                                           | 1                                           | 8                                           | 1                                           | 7                                           |
| 합계   | 36                                          | 15                                          | 9                                           | 12                                          | 76                                          | 46                                          | 54                                          |
| 순위   | 월드컵 예선 승점 순위 : 117위 (북중미 15위) | 월드컵 예선 승점 순위 : 117위 (북중미 15위) | 월드컵 예선 승점 순위 : 117위 (북중미 15위) | 월드컵 예선 승점 순위 : 117위 (북중미 15위) | 월드컵 예선 승점 순위 : 117위 (북중미 15위) | 월드컵 예선 승점 순위 : 117위 (북중미 15위) | 월드컵 예선 승점 순위 : 117위 (북중미 15위) |

## CONCACAF 골드컵
- 1963년 ~ 1967년 - 불참
- 1969년 - 예선 탈락
- 1971년 ~ 1996년 - 불참
- 1998년 ~ 2000년 - 예선 탈락
- 2002년 - 기권
- 2003년 - 불참
- 2005년 ~ 2009년 - 예선 탈락
- 2011년 - 불참
- 2013년 - 예선 탈락
- 2015년 - 불참
- 2017년 - 예선 탈락
- 2019년 - 조별 리그

## 팬아메리칸 게임
| 팬아메리칸 게임 기록 | 팬아메리칸 게임 기록 | 팬아메리칸 게임 기록 | 팬아메리칸 게임 기록 | 팬아메리칸 게임 기록 | 팬아메리칸 게임 기록 | 팬아메리칸 게임 기록 | 팬아메리칸 게임 기록 | 팬아메리칸 게임 기록 | 팬아메리칸 게임 기록 |
| 년도                 | 결과                 | 순위                 | 경기                 | 승                   | 무*                  | 패                   | 득점                 | 실점                 | 승점                 |
| -------------------- | -------------------- | -------------------- | -------------------- | -------------------- | -------------------- | -------------------- | -------------------- | -------------------- | -------------------- |
| 1951년               | 불참                 | 불참                 | 불참                 | 불참                 | 불참                 | 불참                 | 불참                 | 불참                 | 불참                 |
| 1955년               | 불참                 | 불참                 | 불참                 | 불참                 | 불참                 | 불참                 | 불참                 | 불참                 | 불참                 |
| 1959년               | 불참                 | 불참                 | 불참                 | 불참                 | 불참                 | 불참                 | 불참                 | 불참                 | 불참                 |
| 1963년               | 불참                 | 불참                 | 불참                 | 불참                 | 불참                 | 불참                 | 불참                 | 불참                 | 불참                 |
| 1967년               | 은메달               | 준우승               | 5                    | 2                    | 2                    | 1                    | 13                   | 11                   | 8                    |
| 1971년               | 조별리그             | 10위                 | 3                    | 0                    | 1                    | 2                    | 3                    | 7                    | 1                    |
| 1975년               | 진출 실패            | 진출 실패            | 진출 실패            | 진출 실패            | 진출 실패            | 진출 실패            | 진출 실패            | 진출 실패            | 진출 실패            |
| 1979년               | 조별리그             | 8위                  | 2                    | 0                    | 0                    | 2                    | 1                    | 5                    | 0                    |
| 1983년               | 조별리그             | 9위                  | 2                    | 0                    | 0                    | 2                    | 2                    | 4                    | 0                    |
| 1987년               | 진출 실패            | 진출 실패            | 진출 실패            | 진출 실패            | 진출 실패            | 진출 실패            | 진출 실패            | 진출 실패            | 진출 실패            |
| 1991년               | 진출 실패            | 진출 실패            | 진출 실패            | 진출 실패            | 진출 실패            | 진출 실패            | 진출 실패            | 진출 실패            | 진출 실패            |
| 1995년               | 조별리그             | 11위                 | 3                    | 0                    | 0                    | 3                    | 0                    | 8                    | 0                    |
| 1999년               | 진출 실패            | 진출 실패            | 진출 실패            | 진출 실패            | 진출 실패            | 진출 실패            | 진출 실패            | 진출 실패            | 진출 실패            |
| 2003년               | 진출 실패            | 진출 실패            | 진출 실패            | 진출 실패            | 진출 실패            | 진출 실패            | 진출 실패            | 진출 실패            | 진출 실패            |
| 2007년               | 진출 실패            | 진출 실패            | 진출 실패            | 진출 실패            | 진출 실패            | 진출 실패            | 진출 실패            | 진출 실패            | 진출 실패            |
| 2011년               | 진출 실패            | 진출 실패            | 진출 실패            | 진출 실패            | 진출 실패            | 진출 실패            | 진출 실패            | 진출 실패            | 진출 실패            |
| 2015년               | 진출 실패            | 진출 실패            | 진출 실패            | 진출 실패            | 진출 실패            | 진출 실패            | 진출 실패            | 진출 실패            | 진출 실패            |
| 합계                 | 5회 진출(5/17)       | 은메달(1회)          | 15                   | 2                    | 3                    | 10                   | 19                   | 35                   | 9                    |

## 주요 선수
- 나키 웰스
- 레지 램브
- 로저 리
- 데일 이브
- 제일런 배서
- 댄트 리버록
- 자이코 루이스
- 윌리 클레먼스

## 역대 감독
| 감독            | 임기 |
| --------------- | ---- |
| 그레이엄 애덤스 | 불명 |